# Carta da Língua Francesa
A Carta da Língua Francesa (também conhecida como Lei 101) é uma lei-quadro da província do Quebeque, Canadá, que define os direitos linguísticos dos cidadãos do Quebeque e faz do francês, a língua da maioria dos habitantes, a única língua oficial na província. É uma lei fundamental, que faz parte dos estatutos do Quebeque ao lado de outras leis quase constitucionais tais como a Carta Quebequense dos Direitos Humanos e Liberdades e a Lei sobre o acesso aos documentos na posse de organismos públicos e a protecção da informação pessoal.
Proposta pela Ministra do Desenvolvimento Cultural, Camille Laurin, foi aprovada pela Assembleia Nacional a 26 de Agosto de 1977 durante o mandato do primeiro governo do Parti Québécois, liderado por René Lévesque. Muitas das suas cláusulas expandem grandemente a Lei da Língua Oficial de 1974 (Lei 22), aprovada durante um governo liberal, e que fez do francês a única língua oficial no Quebeque. Antes de 1974, o Quebeque era a única província do Canadá inteiramente bilingue (inglês e francês). (Hoje, a única província que é oficialmente bilingue é New Brunswick.)